# Nubkhaes
Nubkhaes (fl. XVIII secolo a.C.) è stata una regina egizia della XIII dinastia, che resse l'Egitto tra il 1803 e il 1649 a.C.

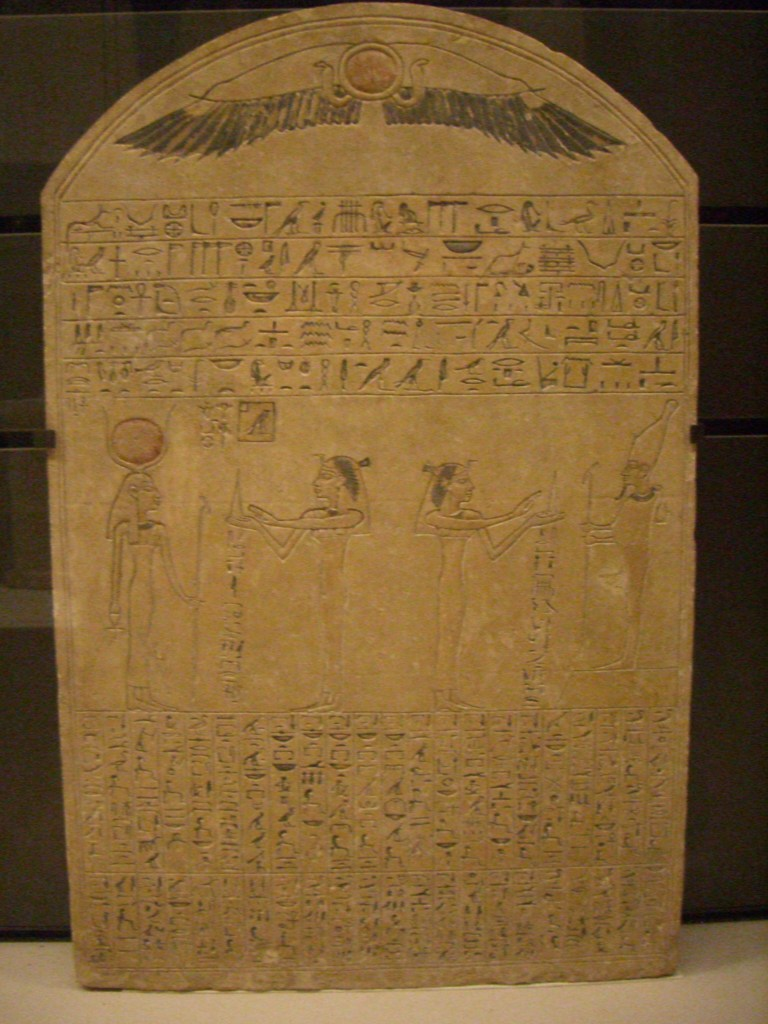
Stele di Nubkhaes, Louvre C 13

Nubkhaes (l'oro (= Hathor) che si manifesta) è principalmente conosciuta da una stele, che è oggi conservata nel museo del Louvre. Sulla stele è raffigurata la sua famiglia, la madre Duanofret ed il padre Dedusobek/Bebi, alto ufficiale della XIII dinastia egizia. Tuttavia, suo marito non è menzionato. Fortunatamente, suo zio Nebankh è ben noto da altre fonti ed è dato sotto il faraone Sobekhotep IV, la regina Nubkhaes deve essere la moglie di uno dei suoi successori.

## Titoli
- "Regina Consorte"
- "Grande Sposa Reale"